# Darlia praetexta
Darlia praetexta är en fjärilsart som beskrevs av Clarke 1950. Darlia praetexta ingår i släktet Darlia och familjen stävmalar. Inga underarter finns listade i Catalogue of Life.